# 이소영 (작가)
이소영(1980년~)은 대한민국의 그림책 작가이자, 삽화가이다. 그녀는 <그림자 너머>를 통해 2014년 볼로냐도서전 ‘올해의 일러스트레이터’로 선정되었다. <파란 아이 이안>은 2019년 ‘IBBY 모두를 위한 책 (IBBY Collection for Young People with Disabilities)’ 선정작으로, <굴뚝 귀신>은 2019년에, <여름,>은 2021년에 각각 BIB 한국 출품작으로 선정되어 출품되었다. 또한 <여름,>은 2021년에 화이트 레이븐스에 선정되었다. 그녀는 그 외에도 다수의 그림책에 그림을 그리며, ‘모두를 이롭게 하고 싶은 마음으로 그림책을 만들고 있다’고 한다.

## 생애
이소영은 서울대학교 디자인학부를 졸업했다. 이후 프랑스 파리 국립응용미술학교 올리비에 드 세르(Ensaama Oliver de Serres) DSAA 과정을 마친 후, 한국에서 5년간 그래픽 디자이너로 활동하였다. 그녀는 상상마당 볼로냐 일러스트레이터 수업을 들으며 첫 그림책인 <그림자 너머>를 준비하게 되었다. 이러한 과정은 자연스럽게 그녀가 편집 디자이너에서 그림책 작가로 전환하는 계기가 되었다. 이후 그림책 분야에 대한 깊이 있는 공부와 작업을 위해 다시 프랑스로 떠나 파리 1대학에서 Cross-over 그림책에 대한 작업과 연구를 하였다. <그림자 너머>가 2014년 볼로냐 올해의 일러스트레이터에 선정되고, 그를 기점으로 <파란 아이 이안>, <굴뚝 귀신>, <여름,> 등 다수의 동화책과 그림책에 그림을 그렸다. 그녀는 2021년에 한국으로 귀국하면서 독자와의 만남과 도서관 및 미술관에서 그림책 전시 참여를 계속하고 있다.

## 경력
이소영은 첫 그림책인 <그림자 너머>로 2014년 볼로냐 올해의 일러스트레이터에 선정되었다. <파란 아이 이안>은 ‘IBBY 모두를 위한 책 (IBBY Collection for Young People with Disabilities)’ 선정작이며, 2018년 과달라하라 국제 도서전 KBBY 한국관 작가로 참여하였다.  <굴뚝 귀신>은 2019년에, <여름,>은 2021년에 BIB 한국 출품작으로 출품되었다. 또한 <여름,>은 2021년 화이트 레이븐스에도 선정되었다. 프랑스 출판사와도 함께 출간을 진행했는데, 2020년에는 <Ici, ensemble et maintenant>(<여기, 지금, 함께>)을 Editions Thierry Magnier에서, 2021년 <Ce n'est pas grave, mon Crapaud>(<괜찮아, 나의 두꺼비야>)는 프랑스 출판사 Éditions des éléphants에서 함께 작업하였다. 두 책은 모두 한국어로 번역되었으며, <괜찮아, 나의 두꺼비야>는 중국, 이탈리아, 스페인, 스웨덴으로 수출되었다. <Ce n'est pas grave, mon Crapaud>는 프랑스에서 여러 상을 수상했다. 2021년에는 Le Prix Millepages 2021에 선정되었으며, 2023년에는 Bibliothèques pour Tous 협회가 주최하는 Le Prix Livrentête 2023 (Prix littéraire jeunesse de l’association Culture et Bibliothèques Pour Tous), 5살 이상 분야의 그림책에서 Lauréat를 받았고, Le Prix Tatoulu에서도 5살 이상 분야 그림책에서 Lauréat를 받았다. 이 외에도 그녀는 여러 개인전, 단체전을 통해 도서관 및 미술관의 그림책 전시에 참여하고 있다.

## 성향
이소영은 그림책에 상징적인 색채를 활용한다. <여름,>은 뜨겁고 치열한 계절인 여름의 더위를 빨간색 물감으로 표현한다. <여름,>에 이은 계절 그림책으로 겨울을 다루는 <겨울*>은 청회색의 색채를 사용해 추운 겨울을 표현한다. 습식 수채화로 그려낸 겨울의 풍경은 차가우면서도 몽환적인 느낌을 준다. 또한 이소영의 그림책은 색의 상징성을 이용하여 감정을 잘 표현한다. 그녀의 이야기는 질투, 분노, 죄책감 등의 어려운 감정들을 아이들이 이해하기 쉽도록 색으로 보여준다. <새빨간 질투>는 빨강, 파랑, 검정 세 가지 색을 활용해 이야기를 더 입체적으로 구현했다. <괜찮아, 나의 두꺼비야>에서는 활발하고 사교적인 두꺼비와 조용하고 내향적인 두꺼비를 하양과 빨강으로 그려냈다. <파란 아이 이안>에서는 흑백 톤의 연필 드로잉과 파란, 빨강 색감의 대비를 통해 주인공의 내면세계와 심리를 표현하며 이야기를 이끌어 간다. 이소영은 그림책의 내용에 따라 연필, 리소그래피, 스크린 인쇄, 수채화, 모노타이프 등 다양한 기법을 사용해 그녀만의 독특한 색채로 그림책을 그려낸다.

## 수상
- 2023 Prix Tatoulu, Jaune Catégorie (5ans) Lauréat <Ce n'est pas grave, mon Crapaud>[12][13]
- 2023 Prix Livrentête[14], Jaune Catégorie(5ans) Lauréat <Ce n'est pas grave, mon Crapaud>[15]
- 2022 AOI World Illustration Award Shortlist 선정 <겨울*(별)>
- 2021 Prix Millepages 선정 <Ce n'est pas grave, mon Crapaud>[16]
- 2021 THE WHITE RAVENS 선정 <여름,>
- 2021 BIB 국제 일러스트레이션 비엔날레 한국대표작 선정출품 <여름,>
- 2019 BIB 국제 일러스트레이션 비엔날레 한국대표작 선정출품 <굴뚝귀신>
- 2019 IBBY 모두를 위한 책 (IBBY Collection for Young People with Disabilities) <파란 아이 이안>
- 2014 볼로냐 국제 어린이 도서전 “올해의 일러스트레이터” 선정

## 활동
- 2023 <어느 멋진 순간 One Twinking Moment>, 개인전, 이촌화랑
- 2022 <Sweet, my summer, my friend, my home>, 동탄 롯데갤러리 개인전, 부산 롯데갤러리 개인전
- 2022 <여기, 함께하는 여행, 화해하는 친구>, 주엽 어린이 도서관, 개인전, 고양시
- 2022 <피어나다, 그림책 정원>, 순천 그림책 도서관, 작가 참여, 단체전
- 2021 <겨울*>, 향기 나무, 작가 참여, 서울
- 2020 <여름, Lecture>, Albus Gallery 알부스 갤러리, 글로연 출판사 협업, 서울

## 작품
- 2023 Courage, Petite Taupe (Éditions des éléphants, France) ISBN 2372731440
- 2022 안녕, 나의 루루 (시공주니어) ISBN 9791169252959
- 2022 괜찮아, 나의 두꺼비야 (글로연) ISBN 9788992704915
  - 2021 Ce n'est pas grave, mon crapaud (Éditions des éléphants, France)[17] ISBN 2372731009
  - 沒關係我親愛的小蛤蟆 (新蕾出版社, China) ISBN 9787530774465
- 2021 겨울* (글로연) ISBN 9788992704885
  - 2022 Quand arrive l’hiver (élan vert, France)[18] ISBN 9782844556943
- 2021 여기, 지금, 함께, (해와 나무) ISBN 9788962682151
  - 2020 Ici, ensemble et maintenant (Éditions Thierry Magnier, France)[19][20] ISBN 9791035203269
- 2020 여름, (글로연) ISBN 9788992704762
- 2020 바람 (엔씨문화재단) ISBN 9791196368210
- 2019 굴뚝 귀신 (엔씨소프트) ISBN 9791187286103
- 2017 파란 아이 이안 (시공주니어) ISBN 9788952785930
  - 2021 蓝孩儿小安 (北京联合出版公司, China)[21] ISBN 9787559654052
- 2014 그림자 너머 (글로연) ISBN 9788992704564

## 글 작가와의 협업 작품
- 2023 화가의 집, 박노수 미술관 written by 송희경 (연립서가) ISBN 9791197758676
- 2023 새빨간 질투 written by 조시온 (노란상상) ISBN 9791191667899
- 2023 열세 살 우리는 written by 문경민 (우리학교) ISBN 9791167550903
- 2022 고작해야 364 written by 황선미 (이마주) ISBN 9791189044473
- 2021 마음 안경점 written by 조시온 (씨드북) ISBN 9791160514223
- 2021 천천히 안녕 written by 고재현 (창비) ISBN 9788936443146
- 2020 편의점 written by 이영아 (고래뱃속) ISBN 9791190747059
- 2020 완벽한 세계에 입장하시겠습니까? written by 박현숙 (살림어린이) ISBN 9788952242402
- 2020 잠자는 숲속의 아이 written by 박혜선 (해와 나무) ISBN 9788962682007
- 2019 휘파람 친구 written by 추수진 (샘터) ISBN 9788946472983